# Chusquea grandiflora
Chusquea grandiflora là một loài thực vật có hoa trong họ Hòa thảo. Loài này được L.G.Clark mô tả khoa học đầu tiên năm 1987.